# Dieter Wurm
Dieter Wurm (* 17. November 1935 in Dinklage; † 29. August 2019) war ein deutscher CDU-Kommunalpolitiker.

## Ausbildung und Beruf
Nach dem Abitur in Quakenbrück studierte Wurm an den Universitäten in Innsbruck und Münster, wo er das Staatsexamen in Philologie (Fächer Deutsch und Geschichte) machte. Er wurde Studiendirektor am Gymnasium der Benediktiner Meschede und war Fachleiter für Deutsch am Studienseminar für das Lehramt für die Sekundarstufe 2 in Hamm / Arnsberg. Ab dem 1. Februar 1999 war er im Ruhestand.

## Familie
Dieter Wurm war verheiratet. Er hatte fünf Kinder und wohnte in Meschede.

## Politik und ehrenamtliche Tätigkeiten
Dieter Wurm war von 1972 zunächst im CDU-Ortsunionsvorstand Meschede, dann im Stadtverbandsvorstand und im Kreisvorstand des Kreises Meschede. Von 1975 bis 1979 war er Ratsmitglied der Stadt Meschede. Er gehörte dem Kreistag des Hochsauerlandkreises von 1979 bis 2004 an, wo er von 1989 bis 2000 das Amt des stellvertretenden Landrates bekleidete. Von 1984 bis 2004 gehörte er der Landschaftsversammlung Westfalen-Lippe an, wo er von 1995 bis 1999 zunächst stellvertretender Vorsitzender und von 1999 bis 2002 Vorsitzender war.
Von 1998 bis 2010 war er Vorsitzender des Sauerländer Heimatbundes.

## Ehrungen
Für seine besonderen Verdienste in der Landschaftsversammlung Westfalen-Lippe erhielt Dieter Wurm im Jahr 2004 den Ehrenring des Landschaftsverbandes Westfalen-Lippe. Am 1. Juli 2004 wurde ihm das Bundesverdienstkreuz am Bande verliehen.